# Stachurówki
Stachurówki – przełęcz w Małych Pieninach, położona w ich głównym grzbiecie, pomiędzy Wysoką a Borsuczynami. Na odcinku tym znajdują się dwie przełęcze: poniżej szczytu Wysokiej jest płytka przełęcz Kapralowa Wysoka (około 950 m n.p.m.) z rozdrożem szlaków turystycznych, później skalisty odcinek grani pełen jam, przełęcz Stachurówki (920 m) i Borsuczyny (939 m). Przez szczyty te i grań biegnie granica polsko-słowacka.
Stachurówki znajdują się w lesie. Zejście na tę przełęcz od wschodniej strony jest kamieniste, strome i ubezpieczone poręczą. Szlak turystyczny prowadzi z niej dalej w kierunku zachodnim przez szczyt Borsuczyn, od północnej strony istnieje wydeptana ścieżka, którą można obejść ten wierzchołek bez wspinania się na niego.
Polski stok przełęczy znajduje się w miejscowości Jaworki w województwie małopolskim, w powiecie nowotarskim, w gminie miejsko-wiejskiej Szczawnica.

## Szlaki turystyki pieszej
niebieski biegnący grzbietem Małych Pienin: Droga Pienińska – Szafranówka – Wysoki Wierch, Durbaszka – Borsuczyny – Kapralowa Wysoka – Wierchliczka – przełęcz Rozdziele